# Yanis Kanidis
Yannis Kanidis (Græsk: Γιάννης Κανίδης – også russisk: Иван Константинович Каниди, "Ivan Konstantinovitj Kanidi")(da Ks far hed Konstantinos) (født 1. januar 1930, død 3. september 2004) var en græsk idrætslærer fra det græske mindretal i Kaukasus. Da tjetjenske og islamiske terrorister angreb en skole i Nordossetien, i det sydlige Rusland og tog mere end 1.200 børn og voksne gidsler (Terrorangrebet i Beslan), insisterede den 74-årige Kanidis at blive sammen med sine skoleelever, som han hjalp med at overleve.
Den 1. september 2004 tvang gidseltagerne Kanidis og de omkring 1.200 andre gidsler ind i den lille gymnastiksal, hvor de skulle tilbringe de næste 2-3 dage og nætter. To dage inde i gidselaffæren, efter forhandlinger med den tidligere ingusetiske præsident Ruslan Ausjev, fik et lille antal ammende mødre og babyer lov til at slippe ud. Terroristernes leder fik øje på Kanidis, en gammel og syg mand, og gav ham lov til også at gå. Men Kanidis nægtede og insisterede på at blive sammen med sine elever, til det var ovre. Igennem hele tiden i den lille indelukkede og varme gymnastiksal hjalp han børnene, som han bedst kunne. Da de var ved at bukke under for tørst, bad han terroristerne om vand: "I må give børnene noget at drikke, i det mindste de mindste børn". Da han som svar blev hårdt banket med en riffel, fortsatte han trodsigt: "Hvor vover I?! I påstår at være fra Kaukasus, men her i Kaukasus ville selv en hund ikke nægte en gammel mands bøn!", hvorefter terroristerne tillod Kanidis at væde et stykke tøj, som gik på omgang mellem de mindste børn, der var ved at kvæles af tørst, så de kunne fugte deres mund.
Overlevende gidsler fortæller, hvordan han igen og igen risikerede sit eget liv for at redde børnenes, og hvordan han flyttede sprængstof, der var blevet placeret nær børnene og prøvede at forhindre andet sprængstof i at detonere.
Kanidis blev dræbt på tredjedagen af en af gidseltagerne. Omstændighederne for hans død er ikke helt afklarede. Ifølge den israelske avis Yediot Aharonot, blev han dræbt, da han sprang over på og skærmede for en granat, som en af terroristerne havde kastet efter de flygtende børn. Mens han ifølge den engelske udgave af den græske avis Kathimerini blev skudt, mens han prøvede at afmontere en loftsvifte, der var blevet mineret. Ifølge magasinet Esquires juni 2006 featureudgave om angrebet i Beslan blev han skudt, mens han kæmpede med en af terroristerne for at give andre lidt tid at slippe væk i. Hans sidste ord: "Få børnene ud!" .
Efter befrielsen sammenlignede en af eleverne ham med den polske helt Janusz Korczak (se artikel), der tidligere havde fulgt sine elever til udryddelseslejren Treblinka i 1942.
Den 9. december 2004 blev Kanidis posthumt tildelt medaljen Til forsvaret af menneskers rettigheder af den russiske regering. Senere samme måned blev en af de to nye skoler under opførelse til erstatning for den ødelagte skole navngivet “Ivan Kanidis"